# Góra (Trzebniów)
Góra (ok. 390 m) – wzniesienie we wsi Trzebniów w województwie śląskim, w powiecie myszkowskim, w gminie Niegowa. Pod względem geograficznym znajduje się na Wyżynie Częstochowskiej.
Nazwę wzniesienia podaje Państwowy Instytut Geologiczny, brak jej natomiast na mapach Geoportalu i innych. Jest to jednak ewidentne wzniesienie o wysokości względnej około 50 m nad drogą w Trzebniowie. Wznosi się po zachodniej stronie drogi od Trzebniowa do Ludwinowa w środkowej części zabudowanego obszaru wsi. Po jego północnej stronie doliną biegnie Siedlecka Droga (tylko dla pieszych i rowerów), po południowej stoki Góry opadają do jaru Łysy Kamień, stoki północno-zachodnie opadają do obniżenia między tym jarem i Siedlecką Drogą. Nazwę wzniesienia potwierdzają również nazwy wielu jaskiń (np. Schronisko w Cyplu Góry, Schronisko Wielkie w Górze i in.).
Górę w większości porasta las, ale są w nim duże polany i liczne skały wapienne. Na największych z nich uprawiana jest wspinaczka skalna. Są to skały Biały Murek i Hasiok (u północno-zachodnich podnóży), Mechata i Czacha (w partiach grzbietowych). Są liczne jaskinie: Jaskinia Buczynowa, Jaskinia Narożna, Schronisko Dolne w Górze Pierwsze, Schronisko Dolne w Górze Drugie, Schronisko Dolne w Górze Trzecie, Schronisko Małe w Górze Pierwsze, Schronisko Małe w Górze Drugie, Schronisko pod Ostańczykiem Pierwsze, Schronisko pod Ostańczykiem Drugie, Schronisko przy Jaskini Narożnej, Schronisko w Cyplu Góry, Schronisko w Ostańczyku, Schronisko Wielkie w Górze.